# بلاتنیتسه پود سواتیم انتونینکم
بلاتنیتسه پود سواتیم انتونینکم (به چکی: Blatnice pod Svatým Antonínkem) یک منطقهٔ مسکونی در جمهوری چک است که در ناحیه هودونین واقع شده‌است. بلاتنیتسه پود سواتیم انتونینکم ۱۳٫۹۲ کیلومتر مربع مساحت و ۲٬۱۰۶ نفر جمعیت دارد و ۲۱۴ متر بالاتر از سطح دریا واقع شده‌است.